# Tour Ponte City
La tour Ponte City est un gratte-ciel brutaliste du quartier de Hillbrow à Johannesbourg, en Afrique du Sud. Avec 173 m de hauteur, elle est la plus haute tour d'habitation d'Afrique. La tour est également le lieu de tournage de nombreux films (Dangerous Ground, District 9, Chappie, ...)

## Histoire
Le site choisi pour la construction est un ancien quartier européen cosmopolite.
La construction de la tour Ponte City s'achève en 1975, et ses premiers occupants emménagent l'année suivante. Son architecte, Rodney Grosskopff, n'a alors que 29 ans. Ayant nécessité un budget de 11 millions de rands pour sa construction, il est qualifié de "deuxième bâtiment le plus laid" de Johannesbourg par le magazine Fair Lady. Lors de son inauguration, Ponte City était très coté pour sa vue sur tout Johannesbourg et ses environs.
Symbole de modernité à sa construction et fierté du régime sud-africain, la tour permet de vivre en vase clos sans avoir à en sortir. Elle compte en effet des commerces, une piscine et des appartements confortables dont les plus luxueux sont situés au sommet (certains servent alors de garçonnière à de riches célibataires). Le pays étant marqué par l'apartheid, seuls les Blancs peuvent y habiter, les employés noirs étant logés sur le toit, cachés par de hauts murs. En 1976, les émeutes de Soweto mettent fin à ce projet architectural utopique, la tour se vidant de ses habitants. Les lieux se dégradent, jusqu'à la fin du régime d'apartheid en 1991 où les Blancs quittent la ville. Des migrants venus d'autres pays africains les ont alors remplacés.
À partir des années 1980, la tour devient un repère malfamé de la criminalité où prospère trafic de drogue et prostitution. Les rumeurs locales évoquent la présence de corps dans la cour centrale, supposément à la suite de suicides. En 1998, il est question de transformer la tour en prison (Prison Ponte),. Les résidents de l'époque affirment que les murs du 11e et 12e étages, ainsi que les murs du parc de stationnement souterrain, avaient été retirés pour créer un espace ouvert de prostitution.
De 1995 à 2000, le panneau publicitaire au sommet de la tour est acheté par Coca-Cola. En avril 2000, Vodacom prend le relais.
En 2001, la tour est rachetée par Kempston Group. En 10 ans, 54 étages et 8 ascenseurs sont remis en état. En 2007, les promoteurs immobiliers David Selvan et Noor Addine Ayyoub reprennent le projet et annoncent 200 millions de rands d'investissement pour transformer la tour en résidence de luxe. En un an, les étages 11 à 34 sont rénovés, mais les promoteurs immobiliers perdent la main sur leur projet. En 2009, Kempston Group reprend la rénovation de la tour,. En 2010, les vestiaires de la piscine affichaient encore "European Ladies" et "European Gents", vestiges de l'apartheid.
En 2011, la quasi-totalité des 54 étages sont rénovés. En 2015, 3 000 personnes vivent dans les appartements de la tour. Elle est le lieu de tournage de nombreux films apocalyptiques (Dangerous Ground, District 9, Chappie, ...), au point qu'en 2017, le magazine américain The Atlantic la qualifie de « symbole de l'apocalypse ».

## Description
La tour Ponte City compte 54 étages et mesure 173 m de hauteur, ce qui en fait la plus haute tour d'habitation d'Afrique. Elle compte 467 appartements. Cylindrique, le bâtiment est creux afin d'augmenter la luminosité des appartements.
Le panneau publicitaire placé en haut de la tour est le plus grand de tout l'hémisphère Sud. Il fait actuellement la promotion de l'opérateur téléphonique sud-africain Vodacom. La location de cet emplacement publicitaire coûte 500 000 rands par mois à Vodacom.

## Au cinéma
Films ayant des scènes tournées dans la tour Ponte City :
- Dangerous Ground (1997)
- District 9 (2009)
- En territoire ennemi 4 : Opération Congo (2014)
- Chappie (2015)